# Army of Two: The Devil's Cartel
Army of Two: The Devil's Cartel (Ejército de dos: El cartel de diablo, en español) es un videojuego de disparos en tercera persona desarrollado por Visceral Games que fue lanzado el 26 de marzo de 2013 por Electronic Arts para Xbox 360 y PlayStation 3 en Norteamérica, posteriormente fue estrenado en Europa. Es el tercer juego en la serie Army of Two, sucediendo a Army of Two (2008) y Army of Two: The 40th Day (2010). El juego toma lugar en México y pone a T.W.O. contra un despiadado cartel de droga conocido como La Guadaña.

## Trama
Poco después de ser reclutados en T.W.O. (Tactical Worldwide Operations), Alpha y Bravo se unen a T.W.O. y completar una sesión de entrenamiento. DOS. los fundadores Tyson Rios y Elliot Salem les dan sus máscaras y llevan a los dos nuevos reclutas a una operación de rescate para salvar a varios rehenes en un recinto del cartel. Durante la operación, Estaban Bautista y su secuaz se van mientras Ríos, Salem, Alpha y Bravo asaltan el complejo. Solo se encuentra un rehén con vida, una niña llamada Fiona. Salem intenta persuadir al grupo para que se vaya, ya que no quiere arriesgar sus vidas para salvar a Fiona, que no forma parte del objetivo de su misión. Rios insiste en que ella es inocente y que no la dejará atrás, Alpha y Bravo están de acuerdo, Salem luego decide irse solo y marcharse. Durante la fuga de Salem, un matón destruye el vehículo de Salem, dejando a Rios, Alpha y Bravo intentando rescatarlo, pero Rios se lesiona la pierna derecha en el proceso. Alpha y Bravo salvan a la niña de las fuerzas del cartel y evacuan con Rios, lamentando la pérdida de Salem.
Cinco años después, T.W.O. es contratado por el alcalde Cordova, un político mexicano que busca derrocar a La Guadaña y matar a su líder, Bautista. Los dos. Los operativos creen que nada saldrá mal hasta que el movimiento del convoy sea interrumpido por las fuerzas de La Guadaña. Alpha y Bravo sobreviven a las constantes oleadas mientras Cordova escapa. Alpha y Bravo se abren camino hacia las fuerzas del Cartel hasta el Ayuntamiento para su extracción. DOS. El agente Mason los saca de la ciudad, pero muere cuando el Cartel los embosca en la carretera en una estación de servicio. Alpha y Bravo se encuentran con el contacto de Mason, Fiona, quien ayuda al equipo a derribar a La Guadaña y matar a Bautista. Fiona informa a Alpha y Bravo de que Cordova huyó a una iglesia local que funciona como recinto de La Guadaña.
Alpha y Bravo luchan a través de un complejo hotelero para encontrarse con El Diablo, el principal teniente de La Guadaña, y se enteran de que El Diablo mató a una gran cantidad de DOS. operativos y capturó Córdoba. El Diablo lanza cargas en el complejo hotelero y lo parte por la mitad para escapar, dejando a Alpha, Bravo y Fiona atrapados dentro. Alpha, Bravo y Fiona sobreviven al contraataque de El Diablo, y el trío va a la Iglesia, escuchando el interrogatorio de Bautista con Cordova. El Diablo los alerta mientras el dúo se abre camino hacia Fiona. Sobreviviendo a un desastre de tren, Alpha, Bravo y Fiona rescatan temporalmente a Cordova mientras sobreviven a T.W.O. Los agentes mueren protegiendo al alcalde. Alpha, Bravo y Cordova navegan por un gueto mexicano y son capturados después de intentar rescatar a T.W.O. operativo Bradley, pero fue en vano.
Alpha, Bravo y Cordova son torturados por el cartel en una habitación. El Diablo revela su verdadera identidad como Salem, quien sobrevivió a la explosión y se vio obligado a enfrentarse solo al Cartel. Sobreviviendo, unió fuerzas con Bautista y se siente traicionado por Ríos y el dúo por no "verificar" si estaba vivo. Salem mata a Cordova por llamarlo "monstruo" y se va. Alpha y Bravo escapan y se reagrupan con T.W.O. agentes Anthony "Baker" Barnes y Charles "Chuy" Rendall, solicitando la extracción. Rios se encuentra entre los que se enteraron de la traición de Salem y ordena que lo mantengan con vida y se lo lleven.
Fiona le dice al equipo que Salem y Bautista se esconden en una hacienda. Alpha, Bravo, Baker y Chuy lideran un T.W.O. fuerza de ataque con la asistencia de las Fuerzas Especiales mexicanas para asaltar la hacienda. Durante la redada, Bautista mata a Chuy y Baker. Fiona lo persigue, pero es capturada y trasladada a una cantera. Alpha y Bravo son extraídos por Ríos en helicóptero para rescatar a Fiona.
El trío choca cuando Alpha y Bravo salvan a Rios, quien les dice que busquen a Fiona ya que él los alcanzará. Alpha y Bravo se reagrupan con éxito con Fiona, quien mata a Bautista por llevársela. Sin embargo, Salem revela que matarlo era parte de su plan y sostiene a Fiona a punta de pistola. Salem cuenta las veces que arriesgó su vida por Ríos (especialmente para "salvar Shanghái" y recibió una bala por Ríos, implícita en la entrega anterior), y mata a Fiona. Rios carga contra Salem, Salem le dispara a Rios en el abdomen y lo tira de un balcón de dos pisos antes de escapar.
Alpha y Bravo se reagrupan con Rios, quien les ordena matar a Salem, cambiando de opinión sobre salvarlo. Alpha y Bravo arrinconan a Salem, quien los ataca con un vehículo blindado. Al destruir el vehículo, Bravo recibe la orden de matar a Salem, pero en cambio, permite que las Fuerzas Especiales Mexicanas lo detengan. Rios, Alpha y Bravo piensan con anticipación qué hacer a continuación. Prometen supervisar el entierro de Fiona, llevar a cabo unas vacaciones prolongadas y luego inscribirse en la próxima misión. Mientras tanto, Salem graba el nombre de Alice en la pared de su celda. En el epílogo posterior a los créditos, se ve a Salem sonriendo cuando un guardia blindado y un visitante no identificado se le acercan.

## Banda sonora
El productor de la banda sonora en esta gran entrega es Brian Tyler, el cual también ha producido bandas sonoras para juegos como: "Call of Duty: Modern Warfare 3","Far Cry 3","Need For Speed: The Run" y "Assassin's Creed 4: Black Flag". Este compositor también compuso las bandas sonoras de famosas películas como: "Fast n' Furious" y "Los Mercenarios (The Expendables)"

## Recepción
El juego tuvo una templada acogida por parte de la crítica. Muchos periodistas expresaron su molestia debido a la remoción completa del modo cooperativo local, como a su vez fue criticado duramente por la corta duración del modo historia, junto con ello, su linealidad, como también múltiples problemas técnicos con la IA. Varios medios consideraron que este juego "sólo está hecho para los fans de Army of Two".
Las malas ventas y recepción del título llevaron al cierre de Visceral Games en 2017. Actualmente no hay ninguna información sobre el regreso de la saga.